# Pragozd Ravna gora
Pragozd Ravna gora na Gorjancih je pragozdni rezervat - to pomeni, da je to v naravnem stanju ohranjen gozd, kamor človek ne posega. To pomeni, da je izločen iz gospodarjenja. Nahaja se na Gorjancih na nadmorski višini med 860-950 m in je ostanek nekdaj večjega pragozda. Rezervat obsega 16 ha.
Bukova drevesa (Fagus sylvatica L.) so visoka do 40 m in imajo obseg 120 cm. Rastišče dreves je na apnencu in dolomitu in je ponekod prekrito s flišem, kar naredi zemljo plodno. Celotno območje rezervata je definirano kot Cardamine savensi - Fagetum, kar pomeni gozdna združba najvišjih predelov preddinarskega sveta na rahlo kislih rjavih pokarbonatnih tleh v katerem povsem prevladuje bukev.

## Pragozdni rezervat
Ostanki nekdaj večjega pragozda Ravna gora se nahajajo v osrednjem delu Gorjancev. Bukove gozdove so na tem področju intenzivno izsekavali in pasli od 19.stoletja dalje. Nekatera oddaljena območja pa so ostala nedotaknjena. Tak je tudi rezervat Pragozd Ravna gora. Za naravni rezervat je bil razglašen leta 1973. 

## Poškodba pragozda leta 1983
Pragozdove v Dinarskem svetu v južnem delu Slovenije običajno doletijo le majhne motnje v rasti dreves, kar pa ne velja za ostanke Pragozda Ravna gora. V letu 1983 je močan veter povzročil vrzel veliko 6,31 ha v skoraj popolnem bukovem gozdu. Ta vrzel ima danes svoj lasten razvoj in je povzročila možnosti za razvoj drugih vrst dreves in grmičevja v naslednjih generacijah gozdne vegetacije. To je edina velika motnja, ki se je zgodila v pragozdovih Slovenije v zadnjih 50 letih.